# Сковилл, Уилбур
Уилбур Сковилл (англ. Wilbur Lincoln Scoville, 22 января 1865, Бриджпорт, Коннектикут, США — 10 марта 1942, Гейнсвилл, Флорида, США) — американский химик. В 1912 году предложил тест для измерения остроты Стручковых перцев (Capsicum), который впоследствии был назван в его честь. Также стал известен как составитель «таблицы жгучести» (шкалы жгучести Сковилла), распределяющей перцы и химикаты натурального происхождения по степени жгучести.

## Биография
Уилбур Сковилл родился 22 января 1865 года в городе Бриджпорт, расположенном на берегу пролива Лонг-Айленд, в штате Коннектикут. 1 сентября 1891 года он женился на Коре Б. Апхем (англ. Cora B. Upham). Это событие произошло в городке Волластон (англ. Wollaston), штат Массачусетс. В семье было двое детей — Эми Эугаста (англ. Amy Augusta), родившаяся 21 августа 1892 года, и Рут Апхем (англ. Ruth Upham), появившаяся на свет 21 октября 1897 года.
Сковилл написал книгу «Искусство приготовления смесей: учебник для студентов и настольная книга для фармацевтов в рецептурном отделе» (англ. The Art of Compounding: A Text Book for Students and Reference Book for Pharmacists at the Prescription Counter) опубликованную в 1895 году и переиздававшуюся по крайней мере восемь раз. Она использовалась в качестве фармакологического справочника вплоть до 1960-х годов и в ней упоминается молоко как антидот перцовому жжению. Уилбур Сковилл также написал книгу «Экстракты и духи», в которой содержатся сотни химических формул соединений. Некоторое время он был профессором в Массачусетском колледже фармации и здравоохранения.
В 1912 году, работая в фармацевтической компании Parke-Davis он придумал тест, известный как «Органолептический тест Сковилла» (англ. Scoville Organoleptic Test). С помощью этого испытания измерялось количество капсаицина в Стручковых перцах, определяющее степень остроты, «жгучести» и пикантности оных. Результаты измерений были сведены в таблицу, именуемую в настоящее время «Шкалой жгучести Сковилла».

## Критика
Опыт всегда будет уникальным для человека, испытывающего его, его квалиа, которые существуют только в сознании этого человека. Поэтому слабым местом теста Сковилла, как и всякого другого органолептического испытания, является его неточность, происходящая из-за субъективности исследователя. Что неудивительно, учитывая индивидуальность перцепции дегустатора, поскольку вкусовые реакции у многих людей различаются. Так, например, горечь фенилтиокарбамида не чувствуют примерно 35 % населения. Вкусовые анализаторы раздражаются только в случае превышения определённой концентрации молекул, так называемого порога обнаружения. Капсаицин активирует болевые рецепторы (TRPV1) и это ощущение «псевдотепла» быстро приводит к сенсорной усталости — исчезает чувствительность к капсаициноидам, особенно после дегустации нескольких проб в течение короткого периода времени. В связи с этим результаты теста варьируют в диапазоне ± 50 % даже в условиях одной лаборатории.

## Награды
- В 1922 году Сковилл был удостоен премии Эберта, учреждённой Американской фармацевтической ассоциацией[англ.] в 1873 году и являющейся старейшей фармацевтической премией в Соединенных Штатах. Награда присуждается за лучшее эссе или письменное сообщение в The Journal of the American Pharmaceutical Association[7][8] содержащее оригинальное исследование лекарственного вещества.
- В 1929 году получил Почётную медаль Ремингтона (Remington Honor Medal) считающуюся самой престижной наградой для фармацевтов в Соединённых Штатах, также ему была присвоена почётная степень доктора наук (honorary Doctor of Science) в Колумбийском университете.